# Hacettepe Red Deers 2023
Questa voce raccoglie le informazioni riguardanti gli Hacettepe Red Deers nelle competizioni ufficiali della stagione 2023.

## 2. Lig 2023

### Stagione regolare
| Istanbul 16 luglio 2023, ore 16:00 2ª giornata | Istanbul Bulls | 33 – 6 | Hacettepe Red Deers | Yıldız Teknik Üniversitesi Stadyumu |

| Ankara 13 agosto 2023, ore 19:00 4ª giornata | Hacettepe Red Deers | 42 – 0 | Kırıkkale Gunners | Beytepe Amerikan Futbolu Sahası |

| Ankara 27 agosto 2023, ore 18:00 6ª giornata | Hacettepe Red Deers | 23 – 6 | Uludağ Timsahlar | Beytepe Amerikan Futbolu Sahası |

### Playoff
| Adalia 10 settembre 2023, ore 19:00 Semifinale | Antalya Vandals | 18 – 20 | Hacettepe Red Deers | S&B Sport Belek Football Complex |

| Sakarya 17 settembre 2023, ore 16:00 Finale | Istanbul Bulls | 33 – 2 | Hacettepe Red Deers | Sakarya Üniversitesi Skyfield |

## Statistiche di squadra
| Competizione      | %Vittorie | In casa | In casa | In casa | In casa | In casa | In casa | In trasferta | In trasferta | In trasferta | In trasferta | In trasferta | In trasferta | Totale | Totale | Totale | Totale | Totale | Totale |
| Competizione      | %Vittorie | G       | V       | N       | P       | Pf      | Ps      | G            | V            | N            | P            | Pf           | Ps           | G      | V      | N      | P      | Pf     | Ps     |
| ----------------- | --------- | ------- | ------- | ------- | ------- | ------- | ------- | ------------ | ------------ | ------------ | ------------ | ------------ | ------------ | ------ | ------ | ------ | ------ | ------ | ------ |
| Stagione regolare | .667      | 2       | 2       | 0       | 0       | 65      | 6       | 1            | 0            | 0            | 1            | 6            | 33           | 3      | 2      | 0      | 1      | 71     | 39     |
| Playoff           | .500      | 0       | 0       | 0       | 0       | 0       | 0       | 2            | 1            | 0            | 1            | 22           | 51           | 2      | 1      | 0      | 1      | 22     | 51     |
| Totale            | .600      | 2       | 2       | 0       | 0       | 65      | 6       | 3            | 1            | 0            | 2            | 28           | 84           | 5      | 3      | 0      | 2      | 93     | 90     |